# السرب 101 (إسرائيل)
كان السرب 101 المعروف أيضاً باسم سرب المقاتلات الأول (بالعبرية: טייסת הקרב הראשונה) أول سرب مقاتلات إسرائيلي، تشكل في 20 مايو 1948 بعد ستة أيام من إعلان إسرائيل استقلالها. كان السرب يحلق في البداية بطائرات أفيا إس-199 ومنذ ذلك الحين حلق بطائرات سوبرمارين سبتفاير بي-51 موستانغ ميراج 3 نيشر وكفير. ويحلق السرب حالياً بطائرات إف-16 سي من قاعدة حتسريم الجوية.

## وصلات خارجية
- Global Security Profile
- 101 Squadron, Israel's first fighter squadron
- Katz، Yaakov (16 يوليو 2012). "'It was all destiny' - One of the last surviving founders of IAF recalls mission that stopped Egypt from advancing on Tel Aviv". The Jerusalem Post. مؤرشف من الأصل في 2012-08-20. اطلع عليه بتاريخ 2013-04-23.